# Jüdische Gemeinde Falkenberg (Wabern)
Eine Jüdische Gemeinde bestand in Falkenberg, einem Ortsteil von Wabern im nordhessischen Schwalm-Eder-Kreis, vom 18. Jahrhundert bis in die NS-Zeit. Im Jahre 1744 sind vier jüdische Familien in Falkenberg bezeugt. Die Synagoge wurde 1938 zerstört und die letzten aus Falkenberg stammenden jüdischen Menschen wurden 1942 deportiert und dann ermordet.

## Gemeindeentwicklung
Im 19. Jahrhundert erreichte die Zahl der jüdischen Einwohner von Falkenberg ihren Höhepunkt. Sie erreichte 1871 fast 20 % der Gesamteinwohnerzahl des Dorfs, ging danach aber durch Wegzug in die Städte und Überalterung stetig zurück. Die Mehrzahl der 1933 noch im Dorf lebenden 27 jüdischen Personen sah sich auf Grund der nun zunehmenden Repressalien und Entrechtung gezwungen, Falkenberg zu verlassen; sie gingen entweder ins Ausland oder zogen in größere Städte. Anfang 1939 gab es nur noch 11 jüdische Einwohner, und gegen Kriegsbeginn lebten vermutlich keine jüdischen Bewohner mehr in Falkenberg. Die Kultusgemeinde (Kehillah) musste daher mangels ausreichender Mitglieder bereits 1938 aufgelöst werden.
| Jahr | Einwohner, gesamt | Jüdische Einwohner | Anteil in Prozent |
| ---- | ----------------- | ------------------ | ----------------- |
| 1835 | …                 | 68                 | …                 |
| 1861 | 458               | 85                 | 18,6 %            |
| 1871 | 436               | 84                 | 19,3 %            |
| 1885 | 385               | 53                 | 13,8 %            |
| 1895 | 445               | 46                 | 10,3 %            |
| 1905 | 430               | 40                 | 9,3 %             |
| 1924 | 515               | 31                 | 6,1 %             |
| 1933 | 523               | 27                 | 5,2 %             |
| 1939 | 523               | 11                 | 2,1 %             |

## Einrichtungen
Die Kehillah (Gemeinde), der auch die jüdischen Einwohner von Hebel und bis 1908 auch die von Homberg angehörten, hatte im 19. Jahrhundert eine Synagoge, ein rituelles Bad (Mikwe), eine jüdische Schule und bereits seit dem 18. Jahrhundert einen eigenen Friedhof.

### Synagoge
Es ist nicht bekannt, wann die Falkenberger Synagoge gebaut wurde, aber man nimmt an, dass Synagoge, Lehrerwohnung und Mikwe etwa um 1730 erbaut wurden. Die Synagoge befand sich in der Melsunger Straße in der Nähe des heutigen Kindergartens. Sie wurde 1929 noch einmal renoviert und hatte zuletzt 26 Plätze für Männer und 16 für Frauen.
Der starke Schwund an Gemeindemitgliedern in den 1930er Jahren, insbesondere nach 1933, führte zur Auflösung der Gemeinde, und die Synagoge wurde ab Frühjahr 1938 nicht mehr für gottesdienstliche Zwecke genutzt. Ihre Kultgegenstände wurden teilweise bereits im März 1937, teilweise dann im Mai 1938 dem Provinzialrabbinat in Kassel übergeben. Dort wurden sie jedoch während der Novemberpogrome 1938 zerstört. Auch das Gebäude der ehemaligen Falkenberger Synagoge wurde während der Novemberpogrome durch Mitglieder der SA zerstört. Das Grundstück wird heute als Spielplatz des Kindergartens genutzt.

### Schule
Eine Religionsschule bestand im Dorf seit 1829. Der von der Gemeinde bezahlte Lehrer war zugleich Vorbeter und Schochet (Schlachter). Der von 1840 bis etwa 1865 unterrichtende Lehrer betrieb nebenbei eine Matzebäckerei; als dort ein Feuer ausbrach, wurde das damalige Lehrerhaus ein Raub der Flammen und der Lehrer verließ das Dorf.
Die Schule wurde 1872 als öffentliche Israelitische Volksschule anerkannt, war allerdings nur einklassig und hatte nur wenige Schüler. 1890 besuchten 11 Kinder die Schule; 1895 waren es 14, 1900 13 und 1901/02 14 Schulkinder, aber 1908/09 nur noch sieben. Der Schulbetrieb wurde daher 1909 eingestellt und die Kinder besuchten fortan die private jüdische Elementarschule in Homberg, die aber um 1920 ebenfalls wegen Schülermangels geschlossen wurde.
Religionsunterricht wurde den wenigen schulpflichtigen jüdischen Kinder in Falkenberg (1924 drei, 1931/32 zwei) zuletzt von dem jüdischen Lehrer in Borken erteilt.

### Friedhof

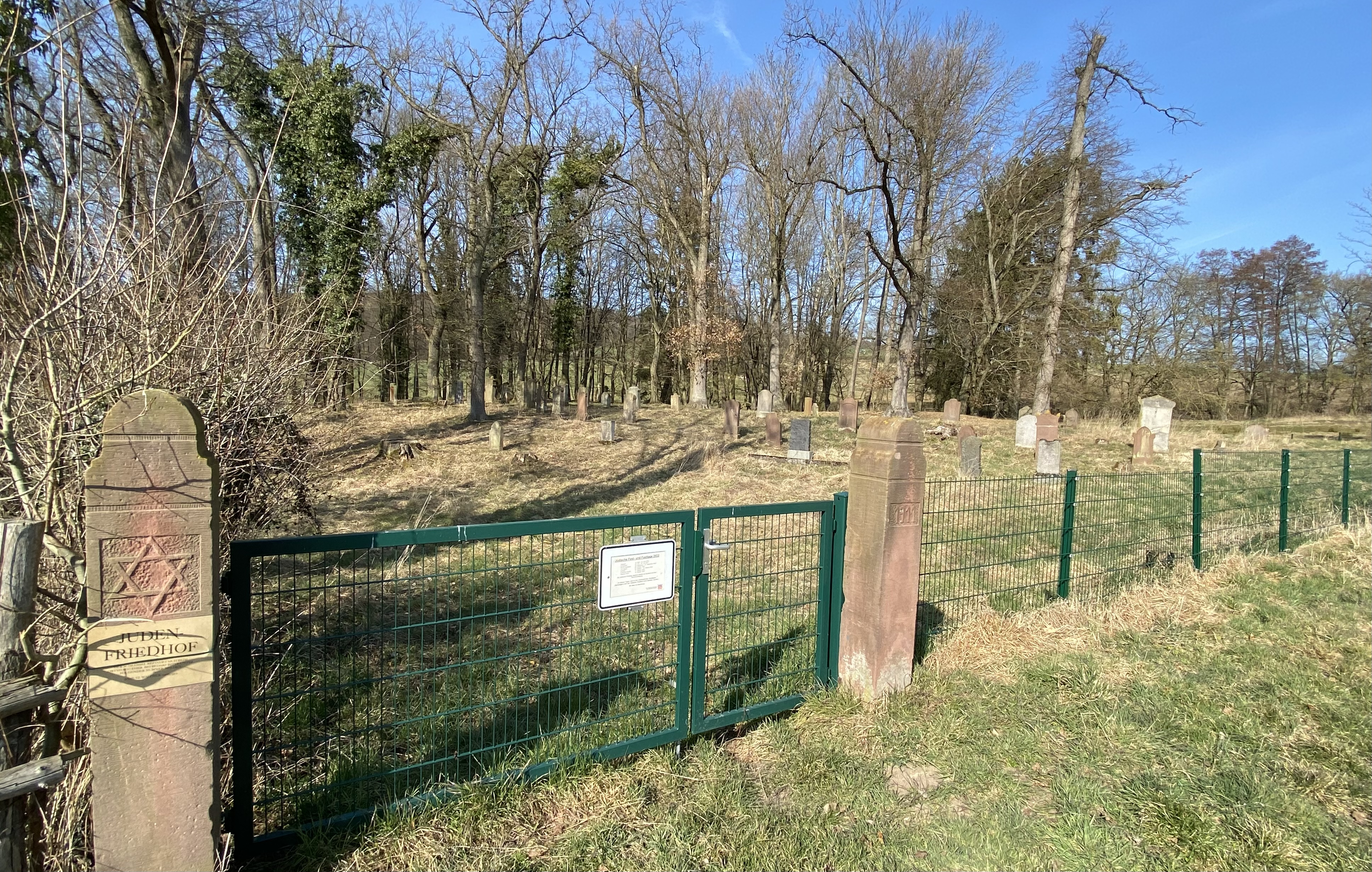
Eingang des jüdischen Friedhofs in Falkenberg

Der Friedhof wurde vermutlich in der ersten Hälfte des 18. Jahrhunderts angelegt. Er liegt nordöstlich des Ortes am Südufer des Baumbachs, auf Position 51° 4′ 31″ N, 9° 23′ 59″ O, etwa 250 m nordöstlich des christlichen Friedhofes und ist über die Fortsetzung der Straße An der Lehmgrube erreichbar. Die heute 65 vorhandene Grabsteine stammen aus der festgestellten Belegzeit von 1754 bis 1938. Neben Mitgliedern der Falkenberger Gemeinde wurden auch Juden aus Malsfeld, Wabern und Wolfhagen hier bestattet.

## Holocaustopfer
Insgesamt wurden wohl 24 aus Falkenberg stammende oder längere Zeit dort wohnhafte jüdische Personen in der NS-Zeit umgebracht, der älteste 1857, der jüngste 1932 geboren. Aus Hebel erlitten 12 Personen das gleiche Schicksal, die älteste von ihnen 1872, die jüngste 1919 geboren.